# Jack Cameron
Jack Cameron (3. prosince 1902 – 29. prosince 1981) byl kanadský reprezentační hokejový brankář.
S reprezentací Kanady získal jen jednu zlatou olympijskou medaili (1924).

## Úspěchy
- ZOH – 1924